# Enciclopedia Auñamendi
Enciclopedia Auñamendi es una enciclopedia centrada en el estudio de la cultura y sociedad vascas escrita original y mayoritariamente en español. El título de la versión electrónica actual es Auñamendi Eusko Entziklopedia (Enciclopedia vasca Auñamendi en español).

## Historia
Fue originalmente publicada en papel, apareciendo su primer volumen en 1969, a partir de un proyecto inicial de Bernardo Estornés Lasa por iniciativa de la editorial donostiarra Auñamendi. Su título era Enciclopedia general ilustrada del País Vasco.
En 1996 la Sociedad de Estudios Vascos - Eusko Ikaskuntza asumió su digitalización, catalogación y puesta en internet. Su versión electrónica está integrada en el sistema Euskomedia. En 2012 contaba con más de 150 000 artículos de acceso gratuito y 67 000 imágenes. Alojada en la web de la Sociedad de Estudios Vascos, cuenta con un sistema de búsqueda predictiva para ayudar a los usuarios a obtener «resultados pertinentes de manera rápida y eficaz».
La enciclopedia Auñamendi admite a partir de 2017 contenidos aportados por los usuarios, que serán objeto de análisis y contraste por parte de los expertos de la Sociedad de Estudios Vascos antes de su incorporación.